# Klara Adschybekowa

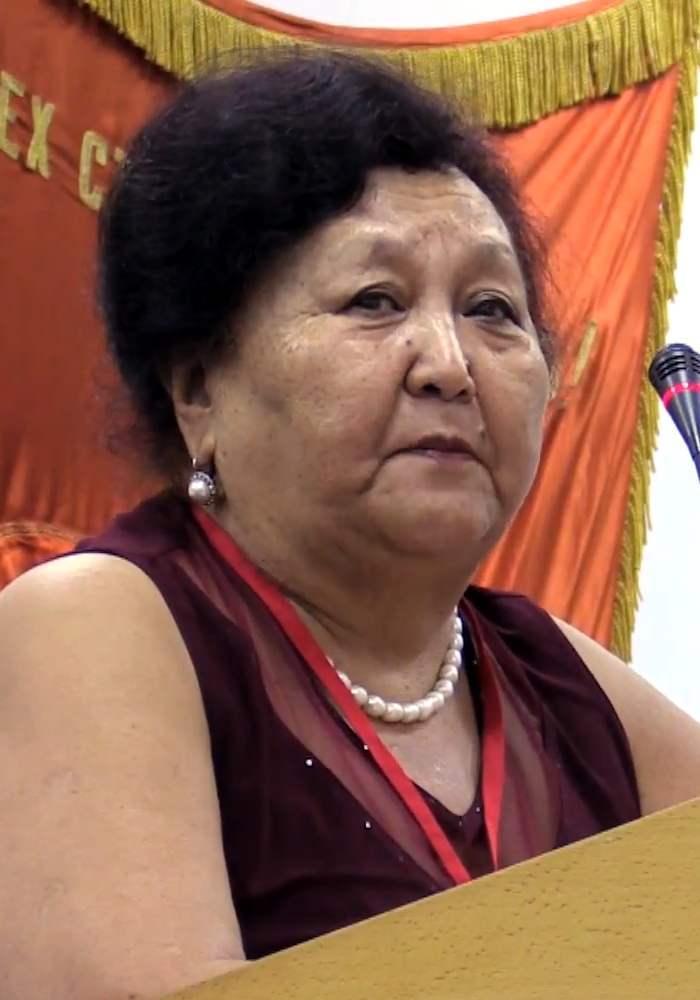
Klara Adschybekowa (2017)

Klara Adschybekowna Adschybekowa (kirgisisch Клара Ажыбековна Ажыбекова, russisch Клара Ажыбековна Ажыбекова Klara Aschybekowna Aschybekowa; * 19. Dezember 1946 in Naryn, KiSSR, UdSSR) ist eine kirgisische Politikerin.

## Leben
Klara Adschybekowa kam im Jahr 1946 in Naryn zur Welt. 1964 schloss sie an der Kirgisischen Medizinischen Hochschule ab und besuchte anschließend das Kirgisische Medizinische Institut, wo sie 1970 graduierte. 1973 verteidigte sie ihren Grad als Kandidat der Wissenschaften (Kandidat Nauk). Als Parteimitglied hatte sie wechselnde Positionen im Haus für Politische Bildung und dem Institut für politische und soziale Verwaltung unter dem Zentralkomitee der Kommunistischen Partei der kirgisischen SSR inne. 1990 verteidigte sie ihre Dissertation. Von 1991 bis 1999 unterrichtete Adschybekowa an der Kirgisisch-Russischen Slawischen Universität Bischkek.
Parallel stieg sie zu einem führenden Mitglied der Kommunistischen Partei Kirgisistans, die mit der Partei der Kommunisten Kirgisistans konkurriert, auf, wofür sie im Land Bekanntheit erlangte. 1999 wurde sie zur Ersten Sekretärin der Kommunistischen Partei. Sie forderte in dieser Position eine Wiederbelebung der Sowjetunion.
Im Zuge des Regierungswechsels in Kirgisistan 2010 war sie Mitglied des von der Regierung einberufenen Verfassungsrates, der eine neue Verfassung ausarbeitete.